# Ancara (província)
Ancara (em turco: Ankara) é uma província e área metropolitana do centro da Turquia, situada na região da Anatólia Central, com capital na cidade homónima. Tem 25 632 km² de área e em dezembro de 2021 tinha 5 747 325 habitantes (densidade: 224,2 hab./km²).
| Províncias adjacentes à de Ancara |                            |                               |
| Bolu                              | Bolu e Chanquere (Çankırı) | Chanquere                     |
| Esquixequir (Eskişehir)           |                            | Querecale (Kırıkkale)         |
| Esquixequir e Cônia (Konya)       | Cônia                      | Acsarai (Aksaray) e Querecale |

A província está subdividida nos seguintes distritos (os assinalados com ♦ são da cidade de Ancara).
- Akyurt
- Altındağ ♦
- Ayaş
- Balâ
- Beypazarı
- Çamlıdere
- Çankaya ♦
- Çubuk
- Elmadağ
- Etimesgut ♦
- Evren
- Gölbaşı ♦
- Güdül
- Caimana (Haymana)
- Kahramankazan
- Kalecik
- Keçiören ♦
- Kızılcahamam
- Mamak ♦
- Nallıhan
- Polatlı
- Pursaklar ♦
- Sincan ♦
- Şereflikoçhisar
- Yenimahalle ♦